# كريستوفر بيركنز
كريستوفر بيركنز (بالفرنسية: Christopher Perkins)‏ (و. 1992  م) هو نبّال، ورياضي كندي.

## روابط خارجية
- كريستوفر بيركنز على موقع الاتحاد الدولي للرماية بالسهام (الإنجليزية)
- كريستوفر بيركنز على موقع الجمعية الدولية للألعاب العالمية (الإنجليزية)